# Jászapáti
Jászapáti là một thành phố thuộc hạt Jász-Nagykun-Szolnok, Hungary. Thành phố này có diện tích 78,16 km², dân số năm 2010 là 9106 người, mật độ 117 người/km².